# Distrito de Jarocin
Jarocin (polaco: powiat jarociński) es un distrito (powiat) del voivodato de Gran Polonia (Polonia). Fue constituido el 1 de enero de 1999 como resultado de la reforma del gobierno local de Polonia aprobada el año anterior. Limita con otros seis distritos de Gran Polonia: al norte con Środa Wielkopolska y Września, al este con Pleszew, al sur con Krotoszyn y al oeste con Gostyń y Śrem; y está dividido en cuatro municipios (gmina): dos urbano-rurales (Jarocin y Żerków) y dos rurales (Jaraczewo y Kotlin). En 2011, según la Oficina Central de Estadística polaca, el distrito tenía una superficie de 587,26 km² y una población de 70 973 habitantes.